# Archon apollinus
Archon apollinus — вид дневных бабочек из семейства парусников.

## Описание
Размах крыльев 45—60 мм. Основной фон крыльев бледно-жёлтый, их вершины прозрачные. Самки крупнее самцов. На крыльях располагаются чёрные, красные и синие пятна. Переднее крыло треугольное, широкое. Наружный край крыльев округлый. Нижние крылья закруглены. Глаза гладкие, крупные, снабжённые маленькими бугорками, на которых сидят короткие щетинки. Усики булавовидные, относительно короткие (составляют 1/3 — 1/4 длины костального края переднего крыла).
- A. a. apollinus, самец
- A. a. apollinus самец
- A. a. apollinus самка
- A. a. apollinus самка

- форма rubra
- самец
- раса amasina

## Ареал
Греция (включая острова Эгейского моря), Болгария, Румыния, Турция, Сирия, Иран, Ирак, Ливан, Иордания, Израиль. Ошибочно приводился для Армении и Туркменистана, где в настоящее время не найден.

## Биология
Бабочки ведут исключительно дневной образ жизни и активны только в солнечную погоду. Нуждаясь в дополнительном питании, они охотно посещают цветущие растения. Вид обитает в редколесьях, рощах, скалистых склонах, опушках лесов, виноградниках. Бабочки встречаются на высотах до 1500 метров над уровнем моря. Развивается в одном поколении за год. Время лёта в марте-апреле (с конца февраля по май). На побережье Турции лёт с середины января по середину марта, в горах в марте — начале апреля. Самки откладывают яйца группами на листья кормовых растений. Гусеницы появляются в апреле-мае. Взрослая гусеница чёрная с красными и белыми пятнами на сегментах.  Гусеницы кормятся на растениях рода Aristolochia: Aristolochia poecilantha, Aristolochia parviflora, Aristolochia bodamae, Aristolochia hirta, Aristolochia bottae, Aristolochia auricularia, Aristolochia rotunda, Aristolochia sempervirens, Aristolochia maurorum, Aristolochia billardieri.